# 昂比耶勒
昂比耶勒（法語：Ambierle，法語發音：[ɑ̃bjɛʁl]）是法国卢瓦尔省的一个市镇，位于该省北部，属于罗阿讷区。

## 地理
昂比耶勒（46°6'16"N, 3°53'44"E）面积30.76 平方千米，位于法国奥弗涅-罗讷-阿尔卑斯大区卢瓦尔省，该省份为法国中南部省份，北起顺时针与索恩-卢瓦尔省、罗讷省、伊泽尔省、阿尔代什省、上盧瓦爾省、多姆山省和阿列省接壤。
与昂比耶勒接壤的市镇（或旧市镇、城区）包括：尚日、圣博内德卡尔、圣福尔热-莱斯皮纳斯、圣日耳曼-莱斯皮纳斯、旧圣昂、圣里朗。
昂比耶勒的时区为UTC+01:00、UTC+02:00（夏令时）。

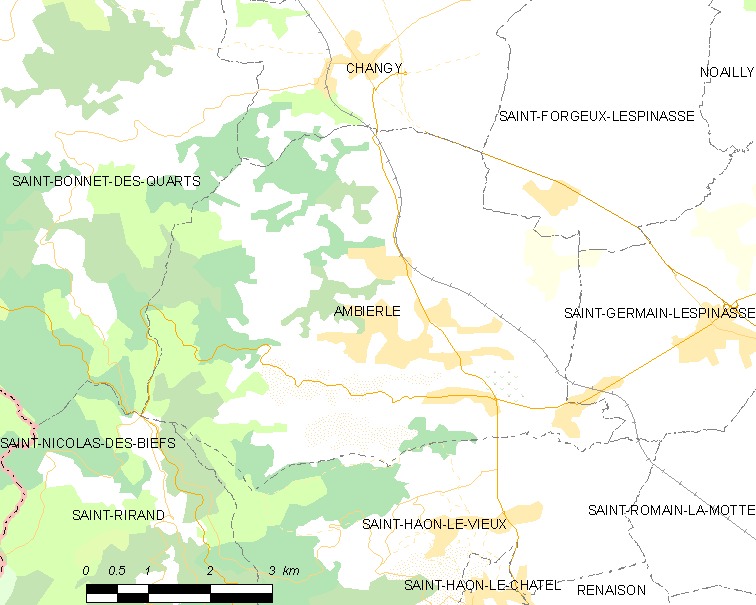
昂比耶勒的OSM定位图

## 行政
昂比耶勒的邮政编码为42820，INSEE市镇编码为42003。

## 政治
昂比耶勒所属的省级选区为勒奈松县。

## 交通
卢瓦尔省省道D4线、D8线、D47线和D52线经过境内。莫雷－里昂铁路经过境内但未设车站。

## 人口

1962-2008年间昂比耶勒人口变化图示

昂比耶勒于2022年1月1日时的人口数量为1877人。